# Pontesei-tó
A Pontesei-tó (olaszul: Lago di Pontesei) egy kis mesterséges duzzasztott tó az észak-olaszországi Dolomitok keleti peremén, a Zoldo-völgyben (Val Zoldana). Az itt folyó Maè patakra épített völgyzárógát 1955–1957 között épült. A völgy vízzel való feltöltése során, 1959. március 22-én földcsuszamlás következett be, mely részben feltöltötte a tó medrét, és emberéletet is követelt.

## Fekvése
Zoldo-völgy középső északkelet-délnyugati lejtésű szakaszán, a Maè patak völgyében, (807 m tszf.)  A völgy északi a szakaszát a Monte Pelmo csoportja, délen a Schiara-hegység határolja. A tóból kilépve a patak és völgye a Schiara-hegycsoportot megkerülve déli irányba fordul, jobb (keleti) partja fölött a Bosconero-hegység emelkedik.
Helyzeténél fogva két részre osztja a Zoldo-völgyet. A tó fölötti völgyszakaszt, a Maè patak felső folyását inkább a Maè forrásvölgyének tekintik és Canal del Maè-nek nevezik. A tó alatti völgyszakasz a szorosabb értelemben vett Zoldo-völgy (Val Zoldana). A tó neve a pontesièi vagy ponticelli helyi kifejezésből származik, amely azokra régi építésű átereszekre és hidakra utal, amelyek révén a meredek hegyfalak közé zárt Zoldo-völgy veszélyes gyalogösvényein és málhás útjain közlekedni lehetett, a szilárd burkolatú országút (SP251) megépítése előtt. A tó partjai mentén pisztrángot lehet horgászni.

## A völgyzárógát
A Maè patak völgyét 1955–57 között völgyzárógáttal rekesztették el, a kialakult tó felduzzasztásával vízerőművet működtettek. A létesítményt a nemzetközi hírű Carlo Semenza építőmérnök (1893–1961) tervezte, aki számos hasonló műtárgyat tervezett Olaszországban és külföldön is. (1926 és 1958 között ő dolgozta ki a Vajont patak 250 méter magas völgyzárógátjának egymást követő tervváltozatait is. Ez utóbbi gát építését közvetlenül a Maè-gát befejezése után, 1957-ben kezdték el Longarone város fölött.)
A gátépítés befejezése után elkezdték a Maè fokozatos duzzasztását, az új mesterséges Pontesei-tó feltöltését, biztonsági megfontolásból azonban korlátozták az üzemi vízszint magasságát. Az eredeti tervek szerint nagyobb területet árasztottak volna el, Pónt di Péez település területén a víz elérte volna a Maresón patak betorkollását.

## Az 1959-es földcsuszamlás

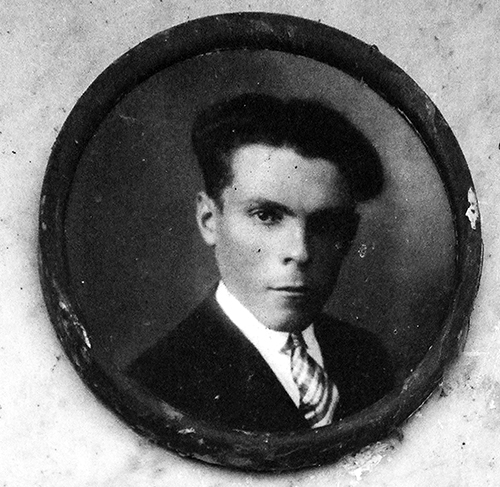
Arcangelo Tiziani, a szökőár áldozata

Az elárasztás során egyre több jele mutatkozott, hogy a tó melletti hegyoldal instabillá vált. Partszakaszok elmozdultak, emiatt repedések keletkeztek a víztározó partján haladó közúton. 1959. március 22-én reggel 7 órakor a Castellin-hegy és a Spiz-hegy lejtői leszakadtak. A hegyomlás következtében a tó bal partjára földcsuszamlás zúdult. 500 méter széles fronton, 2-3 perc alatt mintegy 3 millió köbméter kőzet és föld zuhant a tóba, részben feltöltve annak medrét. Bár a víztározó medencéje még nem volt teljesen feltöltve (13 méterrel volt a teljes feltöltés szintje alatt), a földcsuszamlás olyan magas hullámot indított el, mely átcsapott a gát koronáján, és elsodorta a gát védett oldalán dolgozó Arcangelo Tiziani ácsmestert. Holttestét sohasem találták meg.
A szakértők megállapították, hogy a megcsúszott kőanyag forrása egy laza törmeléktakaró volt, amelynek vastagsága több helyen a 20 métert is meghaladta. A tómeder egy részét kitöltötte a törmelék, összefüggő hegygerincet képezve a meder alján. Ennek ellenére az üzemeltető a tavat a tervezett legmagasabb szintre töltötte fel, és a vízerőművet több éven át maximális kapacitással működtette. 1966-ban a Maè patak és a tó kiáradása súlyos károkat okozott, az 1962-ben alakított nemzeti energiatársaság, az ENEL ezután korlátozta a duzzasztás megengedett szintjét. Az 1959-es földcsuszamlás nyomai ma is jól láthatók a tóparti útról.
- Az 1959-es földcsuszamlás képe a gátról nézve
- A gát védett oldala a Zoldo-völgy fölött

## Longarone, 1963
A Pontesei-tó gátjánál bekövetkezett baleset híre nyugtalanságot keltett Longarone város lakosságában, akik az 1957 óta épülő, 250 méter magas Vajont-gát alatt éltek. A körülmények szembeötlő hasonlósága (azonos geológiai környezet, a hegyoldalt megbolygató munkák) aggodalomra adtak okot. Vizsgálatokat végeztek, de úgy döntöttek, az építést a tervek szerint folytatják. A mulasztás négy évvel később olyan méretű katasztrófát okozott, amelynek képest a Pontesei-tavi incidens eltörpült.
A Vajont-gát 1960-ra megépült, 1961-ben megkezdték a Vajont-tó feltöltését. 1963-ban észlelték a szomszédos Toc-hegy oldalának elmozdulását. Az ENEL mérnökei a tó szintjének mozgatásával megkísérelték szabályozni a csúszást, de 1963. október 9-én éjszaka a Toc-hegy oldala beleszakadt a Vajont-tóba. A földcsuszamlás által kiváltott szökőár elpusztította Longarone városát, Erto e Casso községeket, legalább 2000 ember halálát okozva.

## Kapcsolódó információ
- N. F. Mandzhavidze, Grigoriy Petrovich Mamradze. The High Dams of the World: Systematic Tables of Data and Bibliography on Dams Over 75 M High. (angol nyelven). Tbilisi: Academy of Scienses of The Georgian SSR. Institute of Power Engineering, 21, 28, 92, 76. o. (1963)
- Elvis Del Tedesco (nick): Pontesei. Le dighe (olasz nyelven). ProgettoDighe, 2010. június 1. [2020. február 2-i dátummal az eredetiből archiválva].